# Wilhelm Marr

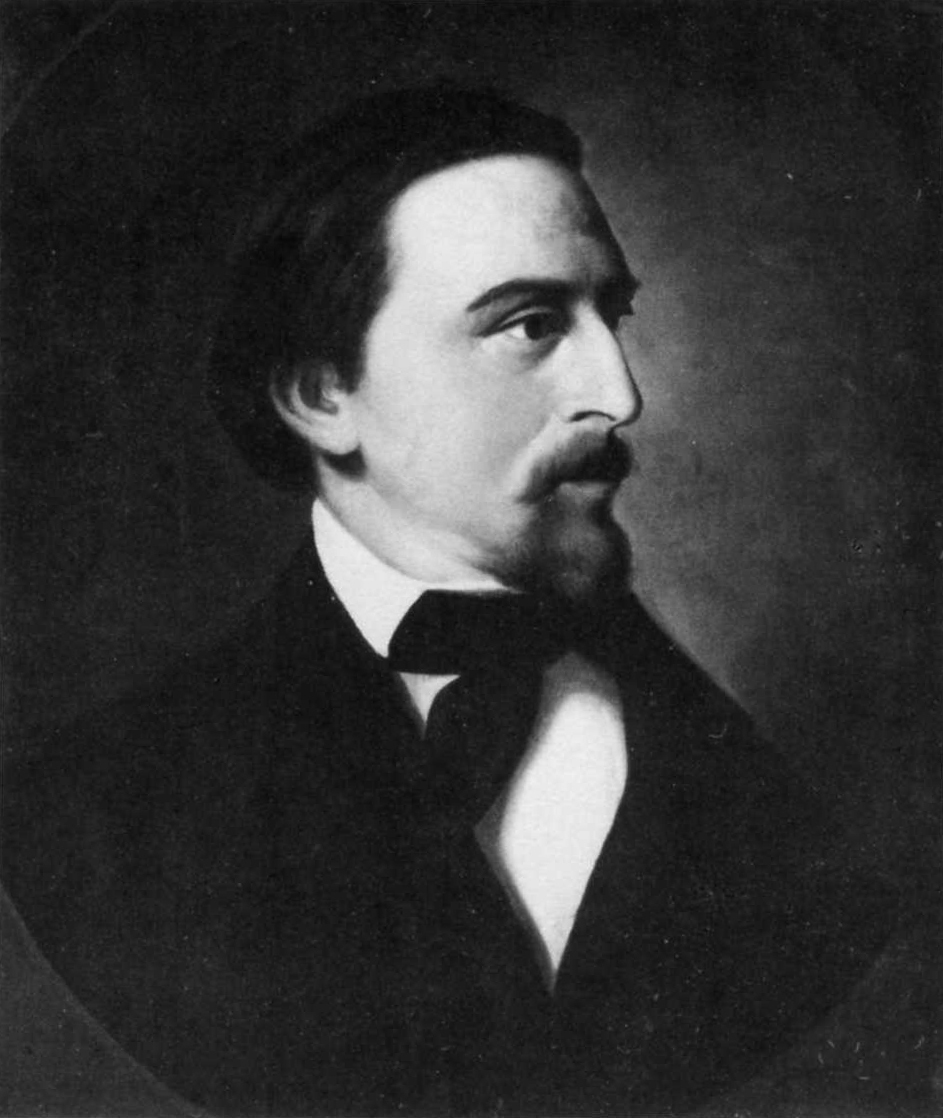
Wilhelm Marr

Wilhelm Marr (Maagdenburg, 16 november 1819 - Hamburg, 17 juli 1904) was een Duitse agitator die de term 'antisemitisme' heeft bedacht als eufemisme voor het Duitse Judenhass, of "Jodenhaat".
Marr was een werkloze journalist die vond dat hij zijn baan zou hebben verloren door toedoen van Joden. Als conservatief werd hij beïnvloed door de pan-Germaanse beweging, zoals werd uitgedragen door Johann Gottfried von Herder, die het idee van het Volk aanhing, en de Burschenschaft beweging in de vroeg-negentiende eeuw, die voortkwam uit frustratie bij Duitse studenten over het falen van het Congres van Wenen om een eenheidsstaat te maken van alle gebieden die door het Volk bewoond werden. Ze verwierpen de deelname van Joodse en andere niet-Duitse minderheden als lid, "behalve als ze aantoonden dat ze zich binnen een christelijk-Duitse geest wilden ontwikkelen" (een beslissing van het Burschenschaft Congres van 1818"). Hoewel ze tegen de deelname van Joden in hun beweging waren, zoals Heinrich von Treitschke later, stonden ze de mogelijkheid van de deelname van de Joodse (en andere) minderheden in de Duitse staat toe als ze alle tekenen van hun etnische en religieuze onderscheid loslieten en volledig in het Germaanse Volk assimileerden.

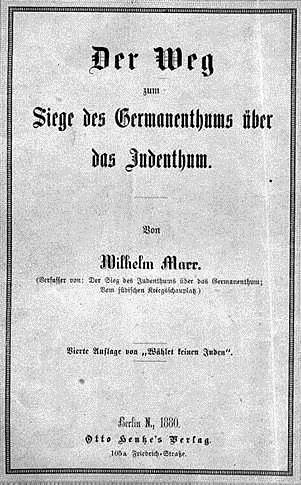
Kaft van Der Weg zum Siege des Germanenthums über das Judenthum uit 1880

Marr trok deze ideeën een stap verder door en wees elke assimilatie af. In zijn pamflet Der Weg zum Siege des Germanenthum über das Judenthums (De weg naar de overwinning van het Germanendom over het judaïsme (1879)) introduceerde hij het idee dat Duitsers en Joden in een langlopend conflict waren verwikkeld, waarvan hij de oorsprong in het ras zag liggen, en dat de Joden aan het winnen waren. Hij betoogde dat de Joodse emancipatie die voortkwam uit het Duitse liberalisme de basis was van de controle van de Joden over de Duitse financiële en industriële wereld. Omdat dit conflict was gebaseerd op de verschillende kwaliteiten van het "Joodse en het Germaanse ras", kon het niet opgelost worden door de totale assimilatie van de Joodse bevolking. Volgens hem kon de strijd tussen de joden en de Germanen alleen maar opgelost worden door de overwinning van de een en de uiteindelijke dood van de ander. Een Joodse overwinning, zo concludeerde hij, zou resulteren in finis Germaniae (het einde van de Germanen). Om dit te voorkomen, stichtte hij in 1879 de Liga van Antisemieten (Antisemiten-Liga), de eerste Duitse organisatie die specifiek de zogenaamde bedreiging van Duitsland door de Joden wilde bestrijden en hun gedwongen vertrek uit het land aanhing.
Hoewel hij de pseudowetenschappelijke raciale component in het debat over de Joden in Duitsland introduceerde, is het onwaarschijnlijk dat hij beïnvloed was door de eerdere theorieën van Arthur de Gobineau (schrijver van Een essay over de ongelijkheid van menselijke rassen, 1853), die pas in 1898 in het Duits werd vertaald, een kwart eeuw nadat Marr's pamflet verscheen. Verder was Marr erg vaag over wat ras was, en vooral over de rasverschillen tussen Joden en Germanen, hoewel dit deel uitging maken van de Nazi-rassenleer. Latere rassen-'deskundigen', zoals Eugen Dühring, die suggereerde dat het het bloed was, en Houston Stewart Chamberlain, een invloedrijke rassentheoreticus en de man van Eva Wagner, Richard Wagner's dochter, die frenologie als een manier om rassen te onderscheiden suggereerde, vulden dit gat op.
Aan de andere kant lijkt het erop dat Marr beïnvloed was door Charles Darwin; dat gebeurde via Ernst Haeckel, die het begrip sociaal darwinisme bij de Duitse geschoolde klasse introduceerde. 
Ondanks zijn invloed werden Marrs ideeën niet meteen door Duitse nationalisten overgenomen. De Pan-Duitse Liga, opgericht in 1891, stond in het begin lidmaatschap van Joden toe, als ze tenminste volledig in de Germaanse cultuur waren geassimileerd. Pas in 1912, acht jaar na Marrs dood, nam de League racisme als een onderliggend principe over. Niettemin was Marr een belangrijke link in het groeiende Duitse racisme dat resulteerde in de genocide in het nazi-tijdperk.